# Bafa, Milas
Bafa là một thị trấn thuộc huyện Milas, tỉnh Muğla, Thổ Nhĩ Kỳ. Dân số thời điểm năm 2011 là 1.71 người.